# Serata Paperino
Serata Paperino è un programma televisivo di montaggio prodotto dalla Rai e trasmesso per la prima volta su Raiuno il 3 aprile 1988 (giorno di Pasqua) alle 20:30. Il programma è composto quasi interamente da spezzoni di cortometraggi d'animazione Disney usciti tra il 1934 e il 1955 montati insieme a brani dello speciale Donald Duck's 50th Birthday (1984) e di puntate della serie televisiva Disneyland, in modo da fornire, con l'aiuto di testi originali scritti da Franco Fossati, un'analisi storica e caratteriale del personaggio di Paperino. Il programma fu realizzato da Aurelio Castelfranchi, Antonella Condò e Cecilia Valmarana, nello stesso anno autori anche del programma analogo Buon anno Topolino (trasmesso a capodanno del 1989), e fu replicato, sempre nella prima serata di Pasqua, nel 1995 nuovamente su Raiuno e nel 1996 su Raidue.

## Descrizione
Nei primi 14 minuti del programma, Walt Disney, raffigurato tramite spezzoni di Donald Duck's 50th Birthday e di episodi di Disneyland (e doppiato da Sandro Iovino), racconta la storia di Paperino (doppiato da Franco Latini) dalla sua prima apparizione ne La gallinella saggia (1934) alla consacrazione nei film Saludos Amigos (1942) e I tre caballeros (1944), fino al successo nei fumetti Disney italiani e alla creazione di Paperinik. Oltre a spezzoni dei film citati, ne vengono mostrati alcuni tratti da I divi del varietà (1941), Topolino e i fantasmi (1937), La roulotte di Topolino (1938) e Paperino a caccia di autografi (1939). Segue una presentazione di immagini di fumetti italiani, tra cui alcune vignette della storia "Buon compleanno Paperino" in cui il fumettista Marco Rota ricostruisce una sua biografia del personaggio.
Successivamente Disney cede la parola a Pico De Paperis (doppiato da Francesco Vairano, anche dialoghista e direttore del doppiaggio del programma) che ricorda il periodo in cui ha avuto Paperino in analisi, descrivendo i numerosi problemi emersi nel corso di periodi come l'infanzia, il servizio militare e la relazione con Paperina. In particolare Pico si sofferma sulla sua incomprensibile voce e il suo pessimo carattere, consigliandogli di dormire e di trovarsi un hobby. Tuttavia queste cure falliscono, e anche una "macchina da offese" che gli migliora il carattere finisce per ritorcerglisi contro.
Pico è raffigurato tramite spezzoni dell'episodio di Disneyland "Paperino dallo psicanalista", di cui la maggior parte del programma è quindi una rielaborazione ed espansione. Ad essi vengono infatti aggiunti brani di altri cortometraggi classici e dell'episodio "Le disavventure di Paperino". I cortometraggi utilizzati per comporre questa parte del programma (inclusi quelli già presenti negli episodi citati) sono, nell'ordine, i seguenti:
- Paperino e il diavolo (1938)
- Paperino sotto le armi (1942)
- Paperino paracadutista (1942)
- Paperino e l'appuntamento (1940)
- Il reato di Paperino (1945)
- La voce magica di Paperino (1948)
- Il sosia di Paperino (1946)
- La goccia di notte (1948)
- Nella vecchia fattoria (1941)
- Il gallo della checca (1941)
- La stagione della caccia (1955)
- Il tappetorso (1953)
- Operazione prosciutto (1954)
- Paperino e l'orso freddoloso (1955)
- Paperino ha freddo (1947)
- Paperino e la pazienza (1945)

Alla fine del programma, Pico afferma di aver bruciato tutti gli appunti che aveva raccolto su Paperino in quanto, a suo dire, egli non cambierà mai e forse per questo è tanto amato, quindi dà il via a una parata di tutti i personaggi Disney (tratta dall'episodio "La storia di Paperino") che lo omaggiano cantando "Quack, Quack, Quack, Donald Duck" e "Perché è un bravo ragazzo".

## Sigla
La sigla iniziale del programma, tratta da Donald Duck's 50th Birthday, è la canzone Tutti Frutti di Little Richard montata su alcuni spezzoni dei cortometraggi Melodie hawayane (1937), Paperino e l'appuntamento (1940), Il reato di Paperino (1945) e Fiori d'arancio per Paperino (1954).

## Accoglienza
Nella sua prima trasmissione, Serata Paperino fu seguito da 6 528 000 spettatori con uno share del 33,19%, diventando il secondo programma più visto della serata dopo la prima puntata della miniserie Un bambino di nome Gesù su Canale 5. Il programma fu giudicato positivamente da Oreste Del Buono, che sottolineò il ruolo determinante dei testi di Fossati soprattutto nella parte con Pico De Paperis.